# Caso Discord
O Caso Discord refere-se a uma série de crimes, incluindo pornografia infantil, estupro e maus tratos a animais cometidos no Brasil por um grupo de jovens entre 14 e 20 anos na plataforma Discord, no início dos anos 2020. As vítimas eram, preferencialmente, adolescentes do sexo feminino. Oito criminosos, incluindo três menores, foram presos em meados de 2023.
O caso ganhou repercussão ao ser exibido no Fantástico em final de abril de 2023. Eram "sádicos e misóginos", disse o delegado responsável pela investigação.
Os autores dos crimes foram condenados. 

## Contexto
Fundado em 2015, o Discord é um mensageiro e serviço de chamadas que permite o compartilhamento de mensagens de texto, imagens, áudios, vídeos e transmissões ao vivo por meio de grupos ou servidores. É um serviço muito utilizado por jogadores para bate-papo de voz durante jogos eletrônicos, espaço virtual onde o grupo geralmente atuava aliciando as menores.
No Brasil, não há lei que responsabilize as plataformas pelo que é divulgado, sendo elas apenas obrigadas a retirar um conteúdo sob ordem judicial, reporta o portal do Fantástico.

## Investigações
As investigações - chamadas de Operação Dark Room - começaram em março de 2023, após denúncia de algumas vítimas e usuários do Discord sobre casos de violência com animais e pessoas. Após as primeiras prisões, o delegado Fábio Pinheiro Lopes disse que os criminosos "são sádicos e misóginos" e "têm um asco, uma aversão por mulheres".
A polícia encontrou vasto material probatório, como fotos e vídeos das adolescentes nuas, nos computadores dos criminosos, além de conversas que comprovam os crimes. No computador de Vitor, inclusive, havia um arquivo nomeado "backup das vagabundas estupráveis". No caso dos menores, os investigadores descobriram que eles usavam três servidores da plataforma para cometer atos de extrema violência contra animais e adolescentes. Eles ainda divulgavam pedofilia, zoofilia e faziam apologia ao nazismo, ao racismo e à misoginia.
"É importante que fique muito claro que não se trata de desafios que estão sendo praticados por adolescentes. Trata-se de criminosos, a grande maioria maiores de idade, que utilizam a insegurança dessa plataforma em relação a crianças e adolescentes para praticar crimes gravíssimos contra essas meninas", diz a promotora Maria Fernanda Balsalobra.

### Modus operandi
O grupo de homens se aproximava das meninas na plataforma e as convencia a fazer fotos e vídeos de nudez. Este material era posteriormente usado para chantagear as mesmas vítimas, que então eram obrigadas a se mutilar e a produzir mais material pornográfico, que era divulgado no Discord. Ao menos duas vítimas foram convencidas a se encontrarem pessoalmente com membros do grupo, quando foram estupradas. Os estupros também foram gravados e divulgados na plataforma.

### Vítimas
Mais de dez vítimas foram identificadas - ao menos quatro, em São Paulo (incluindo uma menor, de 16 anos), uma no Amapá, uma no Espírito Santo e uma em Santa Catarina (uma menor, de 13 anos, de Joinville).
"Uma adolescente de 13 anos e outra de 16 acusam os rapazes de estupros. Elas são, respectivamente, de Santa Catarina e São Paulo e tinham ido ao encontro do grupo depois de conhecer seus participantes no aplicativo", reportou o g1.

#### Deputada Duda Salabert
A deputada federal Duda Salabert (PDT) disse em 26 de junho que o preso William Maza dos Santos a ameaçava desde 2020. "Esse caso não é pontual, é estrutural. Pode ser que essa estrutura tenha, inclusive, o envolvimento de parlamentares e agentes políticos. Digo isso porque essa estrutura só me ataca em contextos de campanha eleitoral", revelou ela, que é uma pessoa transexual.

## Prisões
- Izaquiel Tomé dos Santos: 20 anos; conhecido como "Dexter", foi preso em abril na cidade de Passos, Minas Gerais[8][9][10]
- Vitor Hugo Souza Rocha: 21 anos; conhecido como o "Verdadeiro Vitor", foi preso em Bauru, interior de São Paulo, em 07 de junho de 2023[6][10]
- Gabriel Barreto Vilares: 22 anos; conhecido como "Law" e "Eiruka", foi preso em 23 de junho na cidade de São Paulo[2][10]
- William Maza dos Santos: 20 anos; conhecido como "Joust", foi preso em 23 de junho na cidade de São Paulo[2][10]
- Carlos Eduardo Custódio do Nascimento: 19 anos; conhecido como "DPE", se apresentou no dia 26 de junho, com um advogado, numa delegacia no Carandiru, na zona norte de São Paulo, quando foi preso[2][10]
- Pedro Ricardo Conceição da Rocha: 19 anos; conhecido como "King", foi preso em 4 de julho na cidade de Teresópolis, interior do Rio de Janeiro[11]
- Menor1: 17 anos; preso em 27 de junho; era um dos líderes do grupo e foi preso em Pedra de Guaratiba, Zona Oeste do Rio de Janeiro[1]
- Menor 2: 16 anos; apreendido em Belo Horizonte no dia 12 de julho.[12][13]
- Menor3: 14 anos; preso em 27 de junho na cidade do Rio de Janeiro[1]

## Julgamentos e condenações
- Izaquiel Tomé dos Santos:
- Vitor Hugo Souza Rocha: condenado a 6 anos; foi solto em 2025 [14]
- Gabriel Barreto Vilares:
- William Maza dos Santos:
- Carlos Eduardo Custódio do Nascimento:
- Pedro Ricardo Conceição da Rocha: condenado a 24 anos de prisão [15]

Os menores cumprem medida socioeducativa como previsto pelo ECA.